# 韋斯頓 (科羅拉多州)
韋斯頓（英語：Weston）是位於美國科羅拉多州拉斯阿尼馬斯縣的一個人口普查指定地區。

## 地理
韋斯頓的座標為37°07′58″N 104°50′51″W / 37.13278°N 104.84750°W，而該地最高點為海拔高度2103米（即6900英尺）。

## 人口
根據2010年美國人口普查的數據，韋斯頓的面積為8.03平方千米，當中陸地面積為8.03平方千米，而水域面積為0.00平方千米。當地共有人口62人，而人口密度為每平方千米7人。